# Toni Sala
Toni Sala Isern (San Felíu de Guixols, 1969) es un escritor de Cataluña, España, en lengua catalana.

## Biografía

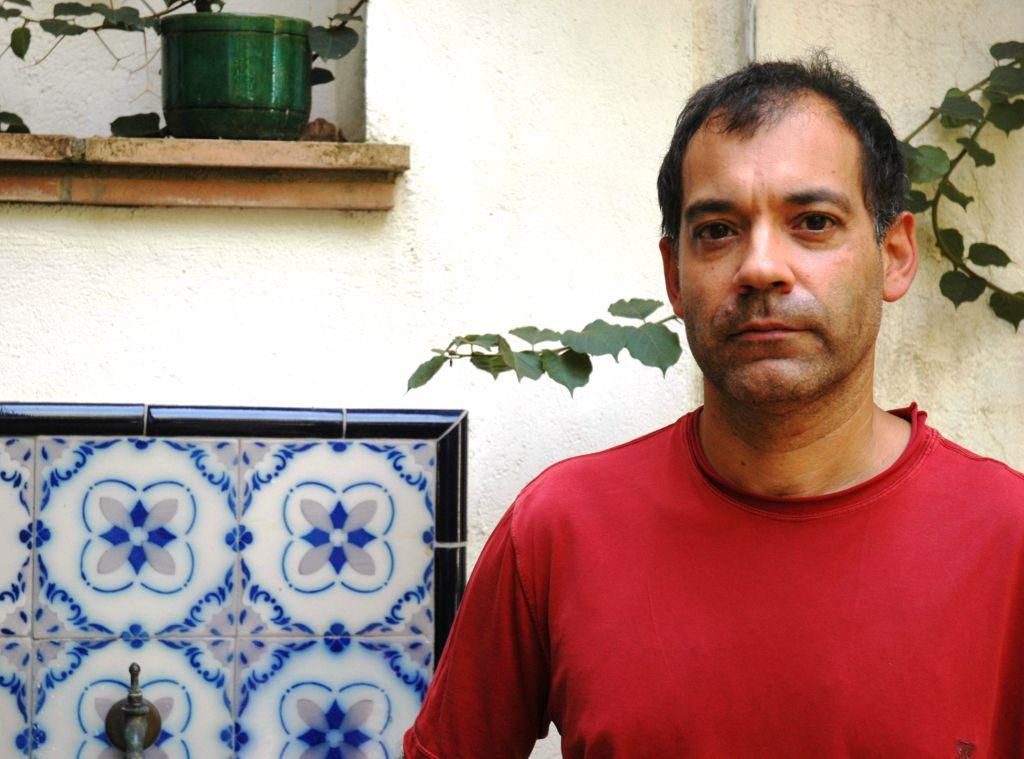
Toni Sala en 2011

Con Entomologia (1997), su primer libro, ganó el Premio Documenta de narrativa. Con Bones notícies (2001) propuso una mirada turbadora sobre las intimidades de la vida en pareja. Crònica d'un professor de secundària muestra el mundo de la enseñanza desde dentro (2001), con el que va a suscitar una cierta polémica y es la obra que le va a dar a conocer al gran público. Con Goril·la blanc (2002) se introdujo en el género de la autobiografía, narrando en primera persona las memorias de Copito de Nieve, el gorila albino que vivió en el zoo de Barcelona. En Un relat de la nova immigració africana (2003) narró las aventuras de una inmigrante de Gambia en Cataluña. Por la novela Rodalies obtuvo el Premio Sant Joan de narrativa de literatura catalana en (2004). Quatre dies a l'Àfrica (2005) es el relato de un viatge a Guinea Ecuatorial. Su último libro, Comelade, Casasses, Perejaume (2006) es un retrato y un homenaje de estos tres artistas. En 2005 obtuvo el Premio Nacional de Literatura de la Generalidad de Cataluña y en 2014 el Premio de la Crítica de narrativa catalana con Els nois. Colabora semanalmente en el diario El Punt.

## Obra
- 1997 — Entomologia. Barcelona: Edicions 62.
- 1998 — Pere Marín. Barcelona: Edicions 62.
- 2001 — Bones notícies. Barcelona: Edicions 62.
- 2001 — Petita crònica d'un professor a secundària. Barcelona: Edicions 62.
- 2003 — Goril·la blanc. Barcelona: Edicions 62.
- 2004 — Un relat de la nova immigració africana. Barcelona: Edicions 62.
- 2004 — Rodalies. Barcelona: Edicions 62.
- 2005 — Quatre dies a l'Àfrica. Barcelona: Edicions 62.
- 2006 — Comelade, Casasses, Perejaume. Barcelona: Edicions 62.
- 2007 — Autoestop. Viatges per la Catalunya d'ara. Barcelona: Edicions 62.
- 2010 — Marina. Barcelona: Edicions 62.
- 2012 — Notes sobre literatura. Barcelona, Empúries.
- 2012 — Provisionalitat. Barcelona: Empúries.
- 2013 — Agi, un gambià a Catalunya. Barcelona: Estrella Polar.
- 2014 — Els nois. Barcelona: L'Altra Editorial.